# John Higgins (historietista)
John Higgins (1949) es un historietista, y guionista de cómics británico. Hizo un trabajo significativo para 2000 AD, y ha trabajado frecuentemente con el guionista Alan Moore, en particular como colorista de Watchmen.

## Biografía
John Higgins nació en Walton, Liverpool. Tras dejar la escuela a los 15 años, se alistó en el ejército y, tras licenciarse, pasó algún tiempo en una comuna en Wiltshire. Volvió a Liverpool y, en 1971, retomó sus estudios en la Wallasey College of Art, donde, en 1974, se licenció en dibujo técnico, lo que le permitió conseguir un trabajo como ilustrador médico en el Royal Marsden NHS Foundation Trust.
Tras conseguir la publicación de su primer trabajo para el cómic en Brainstorm, en 1975, dibujó la portada del número 43 de 2000 AD en 1977 y decidió convertirse en un freelance en 1978, con el objetivo de convertirse en historietista. En 1981, empezó a colaborar regularmente para 2000 AD, siendo uno de sus primeros proyectos los dibujos del cómic, escrito por Alan Moore, Tharg's Future Shocks. En la misma época, empezó a realizar portadas para Marvel UK.
A partir de entonces, trabajó regularmente para 2000 AD, y formó parte de la denominada "Invasión Británica" del cómic americano de mediados de los años 80. En particular, fue el colorista de Watchmen y de Batman: La broma asesina, ambas escritas por Moore, un trabajo que consiguió gracias a su labor como colorista, sobre los lápices de Steve Dillon, en una historia escrita por Moore para ABC Warriors. Esto le llevó a tener más trabajo en el mercado americano, aunque ha seguido trabajando para títulos británicos, en especial en Judge Dredd, durante los últimos 20 años.
más recientemente, ha realizado los dibujos de Greysuit, escrita por Pat Mills, y ha trabajado con Justin Gray y Jimmy Palmiotti en Las Colinas tienen ojos: El principio, y en el número 28 de Jonah Hex.
Higgins es también guionista. Escribió y dibujó su primera historia de Future Shock para 2000 AD, y posteriormente hizo lo mismo para Razorjack, una miniserie de Com.x, que se volvió a imprimir en 2009.
Higgins ha trabajado en varias áreas diferentes, colaborando en películas reales y animadas, y dibujando portadas de libros, como The Cabinet of Light y The Morgaine Stories. En 2012, Higgins trabajó en el proyecto Antes de Watchmen, dibujando la serie "La Maldición del Corsario Escarlata", originalmente escrita por Len Wein. Higgins se convirtió más tarde en el guionista del título.
En 2016, dibujó seis sellos que conmemoraban el Gran Incendio de Londres, ilustrándolos al estilo de una tira periódica.